# Termómetro de bulbo húmedo
El termómetro de bulbo húmedo es un termómetro de mercurio que tiene el bulbo envuelto en un paño de algodón empapado de agua, que se emplea para medir la temperatura húmeda del aire. 

## Funcionamiento del termómetro de bulbo húmedo
Al proporcionarle una corriente de aire, el agua se evapora más o menos rápidamente dependiendo de la humedad relativa del ambiente, enfriándose más cuanto menor sea ésta, debido al calor latente de evaporación del agua. La corriente de aire puede darse mediante un pequeño ventilador o poniendo el termómetro en una especie de carraca para darle vueltas.
Se emplea históricamente en las estaciones meteorológicas para calcular la humedad relativa del aire y la temperatura de rocío, mediante fórmulas matemáticas o gráficos/cartas psicrométricas, utilizando como datos las temperaturas de bulbo húmedo y de bulbo seco (esta última es la temperatura medida con un termómetro común en el aire). Ambos termómetros suelen estar montados sobre un soporte, a distancias normalizadas, formando el instrumento llamado psicrómetro. La misma información, con distinta precisión, puede obtenerse con un higrómetro.
Se utiliza también para valorar el influjo de la humedad ambiente sobre la comodidad de los usuarios de locales (más exactamente, mediante diversos índices que reflejan la sensación térmica).
Esta temperatura ocurre en estado estacionario, por tanto:
Calor latente para evaporar agua = Calor suministrado al agua.
Luego:
kG*18*(pWB – pG)*A*λ = hG*A*(TG – TWB)
Donde kG es el coeficiente de transferencia de masa, hG de convección del aire, y pwb la presión parcial de vapor del agua en la interfase, λ, el calor latente del agua, Twb, la temperatura en la interfase, pG y TG la presión y temperatura en el seno del fluido. Twb, será por tanto la temperatura de bulbo húmedo, la cual puede ser fácilmente despejada de la ecuación precedente.